# Gustavia elliptica
Gustavia elliptica är en tvåhjärtbladig växtart som beskrevs av Scott A. Mori. Gustavia elliptica ingår i släktet Gustavia och familjen Lecythidaceae. Inga underarter finns listade i Catalogue of Life.